# Maifreda de Pirovano
Maifreda de Pirovano (Mayfreda, Manfreda ou Manfredi da Pirovano; m. 1300) foi uma mulher queimada viva na fogueira pelo tribunal da santa inquisição, acusada da heresia de ser adepta e a principal expoente da seita denominada de Guglielmitas.

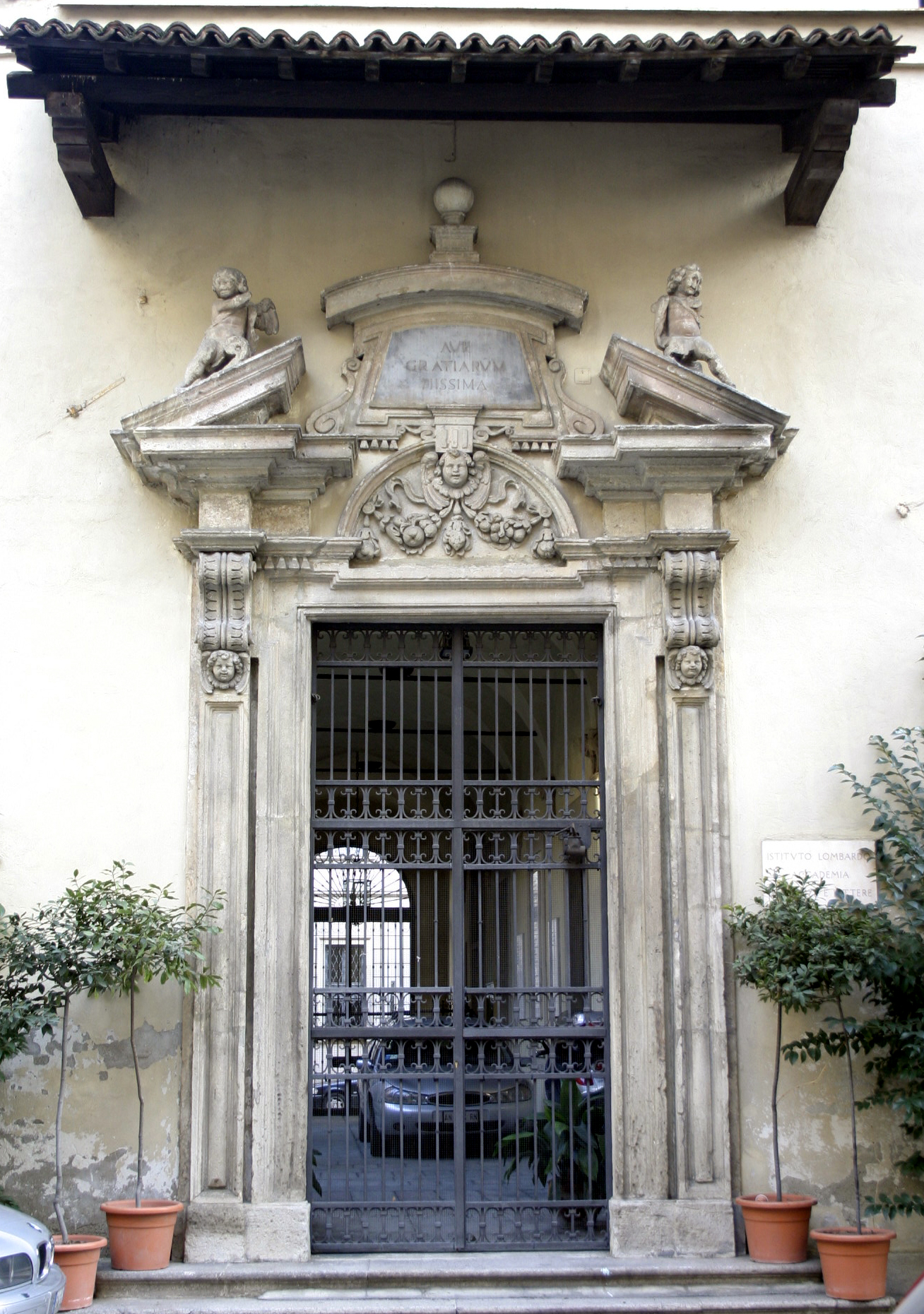
Porta de entrada para o claustro do mosteiro dos Umiliati de Brera, em Milão – Foto Palazzo di Brera

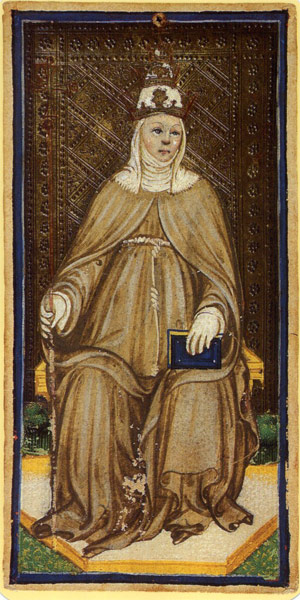
Lâmina representando a Papisa no Tarô Visconti-Sforza. Segundo a tradição trata-se de uma representação de Mayfreda

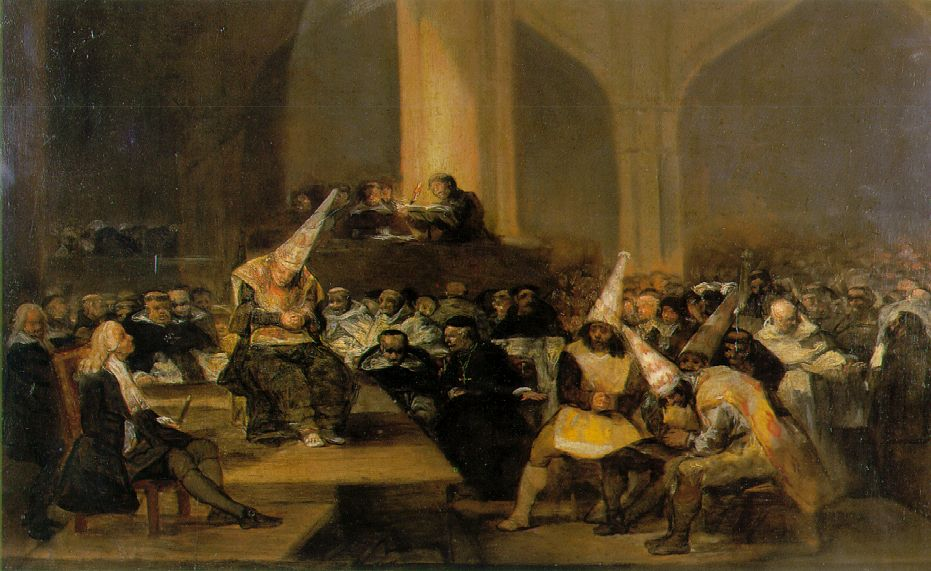
A retratação do Tribunal do Santo Ofício em atuação - Óleo sobre tela de Goia.

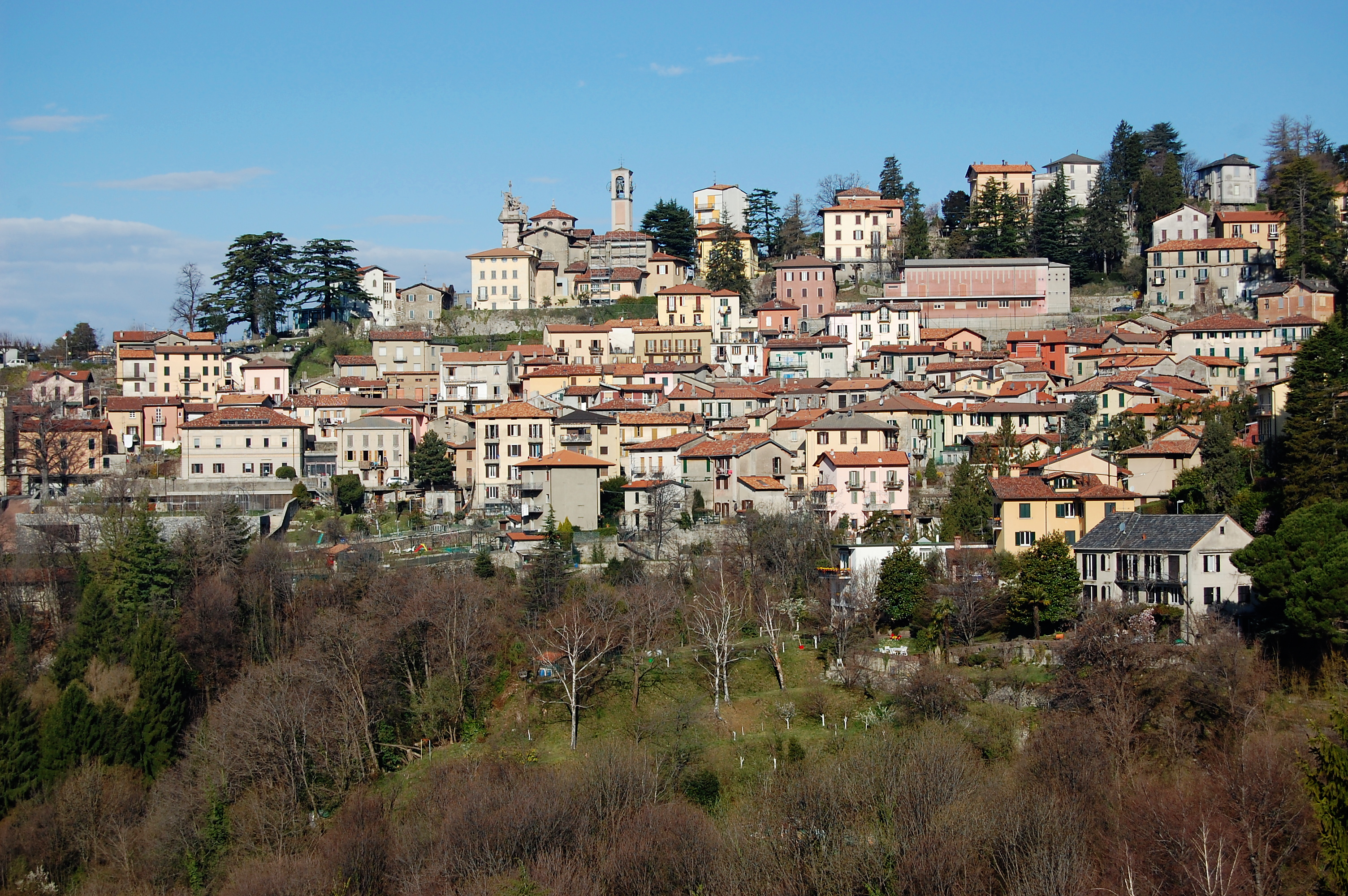
A cidade de Brunate (em foto recente), província de Como. Centro de propagação do culto da seita dos Guglielmitas ou Guilhermitas.

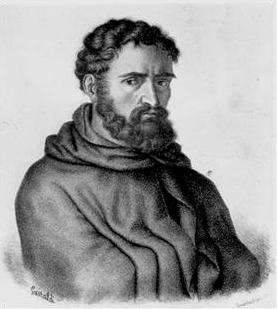
O frei herege Dolcino de Novara, contemporâneo de Maifreda de Pirovano e do movimento religioso Guglielmita, em uma litografia de Michel Doyen (1809-1881).

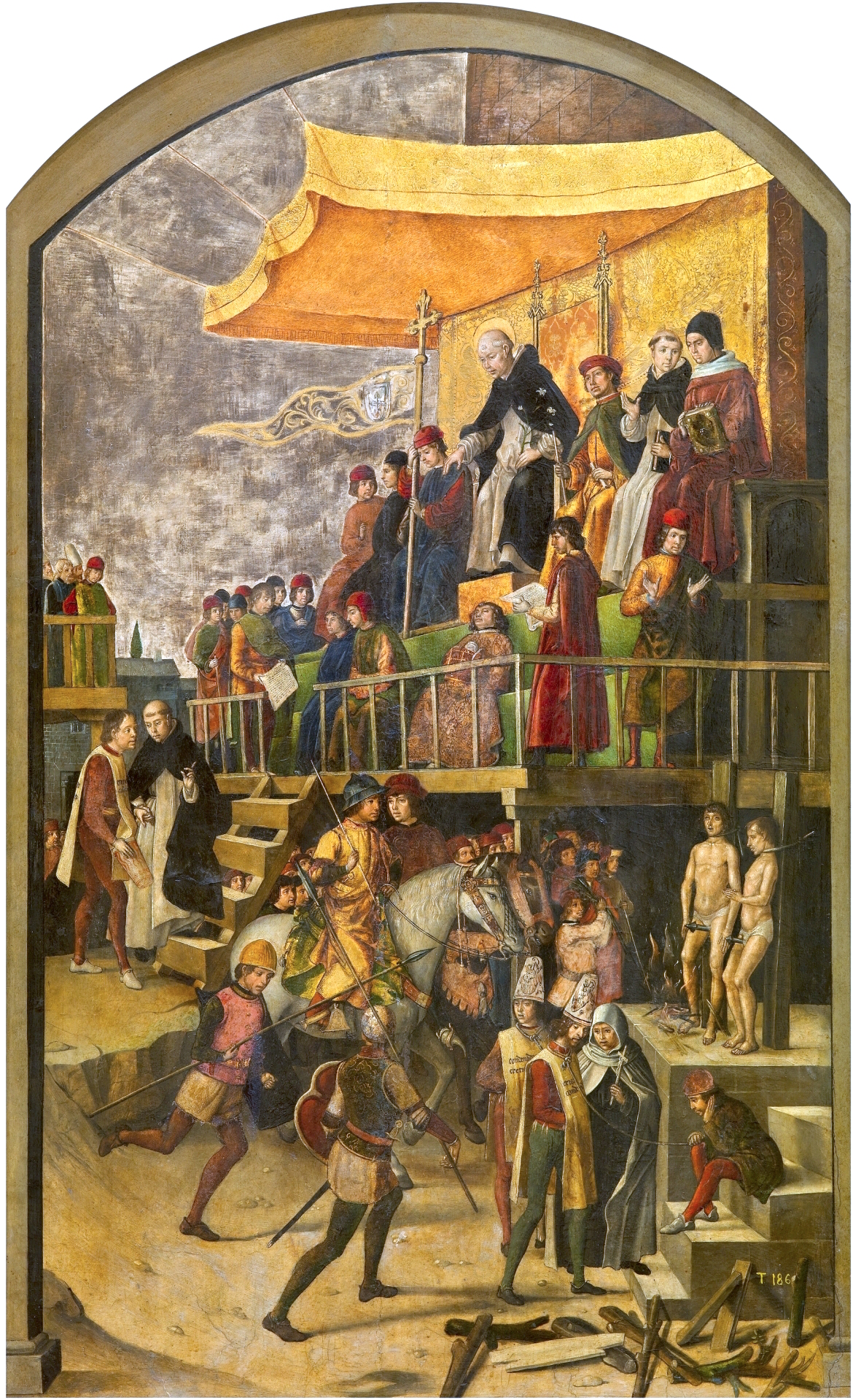
Pedro Berruguete: São Domingos Presidindo a um Auto-de-fé (1475). Representação da atuação do Tribunal da Santa Inquisição.

## Biografia
Maifreda era uma nobre milanesa, da família de Pirovano ou Pirovani e ligados à família gibelina dos Visconti, senhores de Milão. Ela era filha de Morando de Pirovano, um dos sobrinhos do arcebispo Umberto IV de Pirovano (1206-1211) e irmão de Anastácia de Pirovano (a mãe de Mateus I Visconti, o antipapista e poderoso senhor de Milão). Maifreda e Mateus eram portanto primos (talvez em primeiro grau ou prima irmã talvez). Ela pertencia à aristocracia milanesa e ingressou no convento ou Casa dos Umiliatas de Santa Catarina de Brera, em Biassono. A esta casa também pertenciam Agnese de Montenario, Giacoma Bassani de Nova, Riccadona, Migliori e Fiordebellina Saramita, consecutivamente mãe, irmã e filha de Andrea Saramita. E um integrante da família Casate, de nome Mirano de Casate, na condição de "prelatus et ministro" da casa dos Umiliati di Brera, em Milão. A relação de parentesco entre Maifreda e os Casati, são credenciadas por dois altos dignitários da Igreja de Roma. Os Casati estariam envolvidos no processo de investigação dos Visconti; em 02 de maio de 1322, e um dos principais acusados de devoção à Guglielma, fora um tal Guglielmo de Casate.
Não se sabe se pelo lado materno ou paterno, Maifreda era neta do Conde Anguisoni (Glussano ou Glusianus) Casati, que a incluiu em uma menção testamentária. Neste legado testamentário o avô dedica 10 liras imperiais à neta. Casati, era filho de Giordano Casate, dos condes de Casate. Cardeal da Igreja de Roma. em 08 de abril de 1287 

### Os Umiliatas
Os Umiliatas, desde sua fundação, foram subdivididos em três grupos:
- O primeiro era formado por uma "ordem clerical, uma fraternidade monástica professa, praticavam o celibato e viviam em uma casa comum, como uma típica comunidade monástica;[5]
- O segundo grupo, era constituído por leigos, de homens e mulheres organizados em grupos e viviam em comunidade, tendo os votos formais, eles poderiam se casar e viviam juntos em determinados momentos do dia, como, por exemplo, as refeições;
- O terceiro grupo, igualmente de leigos, praticavam uma forma limitada de pobreza voluntária.

A casa de Santa Catarina de Brera, ou Casa de Santa Maria de Biassono, foi, segundo a tradição a primeira casa dos Umiliati . Segundo se conta transformada em convento pela vontade assim expressa da esposa de um de seus fundadores, um nobre de Biassono, Monza, inspirada por sua fé em Guglielma da Boêmia, que era não apenas santa mas a verdadeira encarnação de Deus.
Mais tarde o convento foi dedicada a Santa Catarina de Brera. No final do século XV, as freiras foram aceitas na regra dos Umiliati mesmo após a abolição da ordem em 1571. Depois, em 1782 a instituição foi abolida.

## Os Guglielmitas
Ela, a seita, foi fundada a partir dos preceitos e concepções de Guglielma da Boêmia, uma Beguina e foram seus discipulos os que estrturaram propriamente a parte liturgica da seita. Dentre eles estava Maifreda de Pirovano, a lider e Andrea Saramita, o teólogo. Contava com mais de trinta ingressos, dentre os quais pessoas importante e ricas, a nata da aristocracia milanesa, incluindo o filho do senhor de Milão e primo em segundo grau de Maifreda, Galeazzo I Visconti e pessoas oriundas do populacho, como Bianca de Ceriani uma copeira e Taria de Pontari, uma costureira, sendo que esta última havia sido proposta como cardeal pela seita, ao mesmo tempo que Maifreda foi eleita como Papisa,, vigário do Espírito Santo sobre a terra, por seus companheiros . Cerca de 7 famílias milanesas faziam parte do circulo de pessoas de maior ascendencia dentro da seita, eram elas as famílias Garbaganate, Carentano, Fern, Pontari, Crimella, Saramita, Novate, Malconzato, Oldegardi, sendo que o número maior de adeptos eram de pessoas do sexo femino.
A seita, teve sua atividade em um tempo conturbado, época em que a Inquisição mandava pra a fogueira Gerardo Segarelli, fundador dos Irmãos apostólicos e frei Dolcino de Novara(ver , descendente dos condes Tornielli de Novara, discípulo de Gerardo Segarelli e fundador dos dolcinianos (uma espécie de degeneração dos Irmãos apostólicos), típico lider messiânico que questionava a autoridade do Papa e dos inquisidores. Capturado em 1306, foi parar na fogueira juntamente com os discípulos Margarida de Trento e Longino de Bérgamo. Os dolcinianos chegaram a ter mais de 1400 adeptos e sobreviveram à morte de Dolcino já que em 1333, praticavam assaltos para fazer doações aos pobres, segundo aprenderam com o seu fundador (alusivo talvez à Frei Tuck da lenda de Robin Hood, originário do poema épico Piers Plowman, escrito em 1377, pelo escritor William Langand).
Os Guglielmistas, entretanto e diferentemente eram uma seita do tipo milenarista, e que tinha uma visão da salvação da humanidade a partir do sexo feminino. Acreditavam que sua fundadora, Guglielma da Boêmia, era a encarnação do Espírito Santo. Guglielma era reverenciada em toda Milão, ela pregava a igualdade entre os sexos, dizia aos seus devotos que eles deveriam permanecer em uma vida fraterna, como uma família, praticava a cura e administrava sermões à comunidade religiosa que a ela se ajuntou. Guglielma se auto-declarava como a terceira pessoa para S. Trindade, encarnada, recordando as palavras de São Paulo: "No Senhor não há homem sem a mulher nem a mulher sem o homem", e que a encarnação de Deus tinha ocorrido no corpo de uma mulher.
Após a morte de Guglielma e, aos anos que se seguiram, Maifreda foi a máxime expoente da seita que se formou em torno dos ensinamentos de Guglielma, os Guglielmitas. Ela foi a sucessora de Guglielma, era quem administrava os sacramentos, ela escreveu hinos, ladainhas e celebrou missas. A sua autoridade dentro da seita consistia na crença de que ela própria era a representação do Espírito Santo, encarnado na terra. Ela era considerada, dentre eles, como "dominus meus dominus vicarius", a exemplo do que ocorrera em séculos antes com a Papa João. À sua frente colocavam-se os adeptos que, sob o gesto de suas mãos, ajoelhavam-se beijando-lhe os pés (prática até então ordinária, a partir de 1073, apenas reservada ao Sumo Pontífice).

### Locais de culto
- A ermida de Santa Maria Madalena está localizado em um local isolado, perto Montepescali, no município de Grosseto, atingido por trilhas e estradas de terra.
- O Oratório do pântano, próximo ao lago Prile. Trata-se de uma construção religiosa rústica, situada a oeste da cidade de Grosseto. Era um lugar isolado de culto dos Guglielmitas.

## O Julgamento
Praticamente o erro maior da seita foi pronunciar-se contra o papa Bonifácio VIII e seu (no dizer deles) corrupto governo. Isto e mais o fato de Maifreda dirigir missa e distribuir sacramentos e ajuntando os desentendimentos notórios e convulsivos entre a Casa de Visconti e o papado, fez com que os ollhos da inquisição que já havia, em 1284, apreendido para interrogatório as adeptas Allegranza Perosio e Carabella de Toscana, quatro outras adeptas e um homem foram, ambos, processados, questionados formalmente, renunciaram à heresia, foram punidos simbolicamente e absolvidos; depois em 01 de agosto de 1296, o papa Bonifácio VIII, através da bula Sepe sanctam ecclesiam condena formalmente aos ditos iluminados de algumas seitas e em 21 de setembro do mesmo ano, assina a bula Firma cautela , contra as chamadas inovações ou surgimentos ou seitas do tipo espirituais. Na primeira parte da bula expressamente se aplica aos Guglielmitas, aos quais a Inquisição, neste mesmo ano, convocou novamente para interrogatório, desta vez fora convocado apenas um integrante para prestar esclarecimentos. Por esta ocasião Maifreda e outras freiras, temendo as incursões dos inquisidores, deixam o convento de Biassono e mudam-se (ou refugiaram-se) na casa de Guglielmo Codega.
O desfecho final contra os Guglielmitas viria somente quatro anos depois. Em 10 de abril de 1300, no dia da páscoa, os adeptos comemoraram, e fora a irmã Maifreda quem dirigiu a liturgia. Em 19 de abril do mesmo ano, ela foi nomeada para interrogatório, perante o Tribunal do Santo Ofício. Em 20 de Julho ainda do mesmo ano, abriu-se formalmente o processo contra a seita dos Guglielmitas, citando-se diretamente a falecida Guglielma e em setembro, diante dos inquisidores: Guido de Cochenato, Ranieri de Pirovano, Nicolau de Varena, Leonardo de Bergamo, Nicolau de Cumano, Alberto de Corbella e Leonardo de Pérgamo, foram ouvidas 30 pessoas acusadas formalmente de heresia. Não foram ouvidas as pessoas de Galeazzo I Visconti, filho de Mateus I e este segundo, senhor de Milão, tratou de safar-se de qualquer envolvimento. Os três membros mais importantes da seita receberam a pena máxima e foram queimados vivos junto com o corpo (exumado) de Guglielma, eram eles Maifreda de Pirovano, Giacoma dei Bassani da Nova e Andrea Saramita. Este último, fora um dos primeiros seguidores de Guglielma, a quem ela chamava de filho primogênito e que fora encarregado (por Maifreda) de escrever ou reescrever os Evangelhos. Todo o teor do processado encontra-se, em forma de manuscrito, do julgamento e preservada na Biblioteca Ambrosiana, em Milão

### Pessoas ouvidas
- Gerardo de Novazzano (terciário), filho de Gualtério, casado com Cara
- Andrea Saramita, filho de Gerardo e de Ricadonna, casado com Ricadonna
- Bellacara de Carentano, filha de Ruggero Demian, casada com Bonadeo de Carentano
- Giacoma de Fern (Master), filho de (?), casado com (?)
- Flordebellina de Saramiti (hum), filha de Andrea Saramita e de Ricadonna, casada com (?)
- Mirana de Garbagnate (Capelão), filho de (?), casado com Pietro de Garbagnate
- Mainfreda de Pirovano (hum), filha de Morando de Pirovano, casada com (?)
- Sibili de Malconzati, filha de (?), casada com Beltram Malconzato
- Desligue de Allegranza, filha de (?), casada com Giovanni Perusia
- Casa Felice da, filha de Bonadeo de Carentano, casada com Casa de Francine
- Agnes de Montenari (hum), filha de Convertible irmã Montenario, casada com (?)
- Giacoma Bassani de Nova (hum), filha de Prando de Nova, casada com (?)
- Pietro de Alzate Oldegardi, filho de (?), casado com Tommaso Oldegardi
- Catella de Giozi Oldegardi, filha de (?), casada com Leon Oldegardi
- Franceschini Malconzato, filho de Beltram Malconzato e de Sibili, casado com (?)
- Flora Cantú de Nova, filha de Pedro Cossa Cantú de di, casada com Bonaventura de Perazzollo
- Stefano de de Carentano, filho de (?), casado com Felicino de Carentano
- Taria de Pontari, filha de Giovanni Pontari, casada com (?)
- Bianca de Ceriani (costureira), filha de Giacomo de Ceriani, casada com (?)
- Pietro de Garbagnate, filho de (?), casado com Mirano de Garbagnate
- Ottorino de Garbagnate, filho de Gasparo de Garbagnate e de Benvenuto de Garbagnate, casado com (?)
- Bonadeo de Carentano, filho de Anselmo de Carentano, casado com Bellacara de Carentano
- Giovanna de Missaglia, filha de Bonadeo de Carentano, casada com Ambrósio de Missaglia
- Giacomo de Copa, filho de Bonadeo de Carentano, casado com Corrado de Copa
- Beltrano de Fern (médico), filho de Giacomo de Fern, casado com Antonia
- Dionese de Novate, filho de (?), casado com Giacomo de Novate
- Adelina de Crimella, filha de (?), casada com Stefano de Crimella
- Francesco de Garbagnate (clérigo), filho de Gaspara de Garbagnate e de Benvenuto de Garbagnate, casado com (?)
- Ricadonna Saramita, filha de (?), casada com Andrea Saramita
- Stefano de Crimella (alfaiate), filho de Zanebella de Crimella, casado com (?)
- Danisio Cotta, filho de Saranda Cotta, casado com (?)
- Carabella de Toscani, filha de (?), casada com Amizone de Toscani
- Marchisio Secco, filho de Damiano Secco, casado com (?)

Dois anos depois, em 1302 processou-se o interrogatório de um (outro) membro da seita e foi quando, pela primeira vez, se ouviu a menção de que Guglielma tivera um filho. O interrogado disse comparativamente que os monges de Caraval e Guglielma eram como as estrelas e a lua e ainda emendou que o que a ela e eles foi feito havia sido um mal, um dano.
Durante o processo fora questionado sobre a emersão ou mergulho, próprio das práticas religiosas não-cristãs (pagãs): "Alguma vez coisas ou objetos eram lançados ao fogo? - Parece aqui que o inquisidor, por um momento, retorna ao caminho histórico e ainda inexplorado, relacionando o caso com a com a magia e a feitiçaria feminina".
Consta que houve tentativas ao longo de 1300 para continuar a lembrança de Guglielma, escondendo-a em pinturas e chamá-la por outro nome.